# Thorsten Dörp
Thorsten Dörp (* 1. Januar 1975 in Lübeck) ist ein deutscher Schriftsteller und Kaufmann.

## Leben
Thorsten Dörp absolvierte nach dem Zivildienst zunächst eine Ausbildung zum Koch. Nach acht Jahren setzte er seinen beruflichen Weg als Kaufmann fort und ist bis heute in diesem Beruf tätig. Nebenbei schreibt er.
Thorsten Dörp lebt in Hamburg.

## Auszeichnungen
- Nominierung als stellvertretende Stadtschreiberin Hamburgs 2022 mit dem Text "Mit ohne Ruder"[3]
- 3. Platz beim Putlitzer Preis 2025 für den Text "Sommerbruch".[4]

## Werke
- aufgeschluckt! Plöttner Verlag 2011, ISBN 978-3862110452.
- Noch drei Geschichten bis Weihnachten. Books on Demand Norderstedt 2020, ISBN 978-3-752669-09-1.
- Eis geleckt. Eulenspiegel Verlag, Berlin 2019, ISBN 978-3-359-01384-6.
- Würfelschinken Literatur-Quickie Verlag, Hamburg 2021, ISBN 978-3-949512-01-8.
- Bitte Danke Schön. Books on Demand Norderstedt 2023, ISBN 978-3-757-82861-5.
- Tisch 5 Literatur-Quickie Verlag, Hamburg 2025, ISBN 978-3-949512-39-1.

## Anthologien
- Der Baum brennt schon wieder. Michason & May 2012, ISBN 978-3862860234.